# فلحاء
فلحاء (الاسم العلمي: Corynanthe)، جنس نباتات إفريقية من فصيلة الفوية.

## الأنواع
اعتبارًا من يونيو 2021، اعتمد موقع نباتات العالم على الإنترنت الأنواع التالية، بما في ذلك تلك التي كانت تُصنّف سابقًا ضمن جنس باوزينيستاليا.
- Corynanthe brachythyrsus K.Schum.
- فلحاء اليوهمب K.Schum.
- Corynanthe lane-poolei Hutch.
- Corynanthe macroceras K.Schum.
- Corynanthe mayumbensis (R.D.Good) N.Hallé
- Corynanthe pachyceras K.Schum.
- Corynanthe paniculata Welw.
- Corynanthe talbotii (Wernham) Å.Krüger & Löfstrand